# Pulau Denawang
Pulau Denawang är en ö i Indonesien.   Den ligger i provinsen Kalimantan Selatan, i den västra delen av landet, 1 000 km öster om huvudstaden Jakarta. Arean är 0,49 kvadratkilometer.
Terrängen på Pulau Denawang är platt. Öns högsta punkt är 61 meter över havet. Den sträcker sig 0,8 kilometer i nord-sydlig riktning, och 1,0 kilometer i öst-västlig riktning.